# INORAN
INORAN（イノラン、1970年9月29日 - ）は、日本のロックミュージシャン。LUNA SEAのギタリスト。本名は井上 清信（いのうえ きよのぶ）。2012年に結成したMuddy Apesについても本項にて扱う。 愛称は「イノ」。

## 略歴
- 1991年、LUNA SEAのギタリストとしてインディーズデビュー。
- 1992年、LUNA SEA メジャーデビュー。
- 1993年、JとX JAPANのhideとMxAxSxSを結成する。
- 1996年12月、LUNA SEA活動休止。
- 1997年9月25日、シングル『想』でソロデビュー。同年10月22日にソロアルバム『想』をリリース。
- 1998年、LUNA SEA活動再開。
- 2000年、LUNA SEA終幕。
- 2001年、2ndシングル『Won’t leave my mind』、2ndアルバム『Fragment』、DVD、リミックスアルバムを立て続けてにリリース。
- 2002年、KEN LLOYDとFAKE?を結成。ソロと並行して活動する。
- 2005年、RYUICHI、H.Hayama（葉山拓亮）とTourbillonを結成する。
- 2005年10月31日、FAKE?を脱退。
- 2008年1月23日、ソロ名義でのベストアルバム『THE BEST』をリリース。
- 2009年、香港のバンドEVERの楽曲「必經之路」にゲストとして、編曲・レコーディングを参加しており、該当楽曲のMVにもINORANの姿が披露されている。その後、お互いのライヴイベントの出演もしていた。
- 2010年、LUNA SEA活動再開。
- 2012年、Feederのタカ・ヒロセ、8ottoのMAESON、Feederのサポートギタリストとしても活躍するディーン・テディ（英語: Dean Tidey）とともにMuddy Apesを結成し、9月5日に1stアルバム『Crush It』をリリース。アルバムの発売に伴いライヴも行われている。
5月、清春の楽曲「The Sun」のMusic Videoに架空のバンドメンバー役として参加（楽曲へは参加していない）。また、12月26日に発売されたOLDCODEXの2ndアルバム『CONTRAST SILVER』のリード曲「HEAVEN」にサウンドプロデューサーとして参加しており、当該楽曲の作曲・編曲・レコーディング・ミュージッククリップ出演もしている。
- 2014年、テキーラ・マエストロの資格を取得[1]。同年、メキシコのパトロン蒸留所へ研修及びオリジナル・テキーラの制作に向い、そこで制作したテキーラを翌年にINORAN限定ボトルとして数量限定で発売した[2]。
- 2022年、吉川晃司のライブツアー「KIKKAWA KOJI LIVE 2022-2023 “OVER THE 9”」にてサポートギタリストを務める。
- 2025年9月24日、4枚目のソロアルバム『ニライカナイ』を再録音してリリース、及びライブツアーが行われる予定。

## 人物
- 神奈川県秦野市出身。神奈川県立大秦野高等学校（現・神奈川県立秦野総合高等学校）出身。身長170cm。自らのファンクラブ「NO NAME?（ノー・ネーム）」を持つ。
- 「INORAN」の芸名の由来は、最初のあだ名だった「井上ちゃん」が変化していったものと思われ、本人も「気が付いたら（いつの間にか）そう呼ばれていた」とのこと。
- 中学時代にJと出会い、LUNA SEAの原型となる「LUNACY」を高校1年生の頃に学祭バンドとして結成し、活動をスタートさせた。当時はコピー中心で、高2辺りからオリジナル楽曲を演り始めた。LUNA SEAのメンバーのSUGIZOも同じ中学校に通っていたが、学年が異なっており（SUGIZOが1歳年長）、また、マンモス校だったために気付かなかったという。（SUGIZOはINORANのことを知っていた）。
- INORAN本人曰く、中学3年生の時にギターを最初にINORANに教えたのはJ。その時に教わった曲はマイケル・ジャクソンの「ビートイット」とアクションの「アメリカンキッス」。それから色々と洋楽を耳コピするようになり、よくコピーしていたのはデフ・レパード、モトリー・クルー、WASPなどで、Jの影響で日本のインディーズ物のムルバスやサヴラベルズ等々。土台はハードロックだが、チェッカーズなどジャンルに捉われずに、いい物はいいという価値判断で幅広く色々演奏していた。SUGIZOは当時のINORANについて、「この男は中3の時から長髪でした。俺の頭はチリチリでした」と語っている。[3]
- LUNACYでオリジナルを演奏するようになった頃にD'ERLANGERを聴き、「そこからパーッと一直線で、そっちの方へと走っていった」[3]。その流れで憧れだったギタリストはD'ERLANGERのCIPHER（瀧川一郎）で、青紫色のシングルコイルピックアップのレスポールタイプのギターはメーカーこそESPとフェルナンデスと違うもの、初期にはステージングにもリスペクトしている事がうかがえる動き等があった。CIPHERとはデビュー後には交流も生まれ、D'ERLANGER再結成後の2008年主催のイベント「ABSTINENCE'S DOOR #002」、2015年にはLUNA SEAの主催ロックフェス「LUNATIC FEST.」にて、それぞれゲストギタリストとして共演を果たした。
- LUNA SEA時代はギターソロなどはSUGIZOが担当し、本人は「ベーシックな部分をしっかり出す」ということを意識しており、「サイドギターって意識はある」と言っていた。しかし、INORANがずっとリズムを刻むということもなく、お互いにリードにもサイドにもなる[3]。また、作曲も手がけ、シングルのカップリングの曲にINORAN原曲のものが多い。
- 左利きだが、ギターを弾き始めた当時は左利き用のギターは種類が少なく、かつ値段も高かったため（これは現在も同じで、いわゆる「特注扱い」になるため、同じ機種であっても、大体右利き用よりも2〜3割増しの価格になる）、右利き用のギターを使用している。後にMonophonicにて、左利き用のギターを試奏してみたが、全く弾けなかったと語っている。
- LUNACY時代の楽曲「JUNK」ではSUGIZOではなくINORANが唯一ギターソロを披露しているが、公式に音源化はされていない。
- 近年のソロ活動では、ギターソロを披露することも少しずつ増えている。例として、海外イベントにて「I for You」をカバーした時に、イントロとソロパートを弾いていることを、動画サイトで確認できる。また、Muddy Apesのレコーディングにソロを弾いている動画も確認できる。
- 車はフェラーリ（色は黒）を好み、F1好きでもある。1998年日本GPのスペシャルゲストとして招かれたことがあり、観戦のために海外まで足を伸ばすことも多い。またF1解説者の片山右京と仲が良い。
- サッカーファンでもあり元日本代表選手の田中隼磨、中田浩二らの選手とも交流がある。
- 元JUDY AND MARYのTAKUYAや西川貴教と仲が良い。
- ヘビースモーカーである。
- LUNA SEA結成初期からESPのエンドーサーであったが2009年頃に契約を解消して、自身のシグネイチャー・モデルであるレスポールタイプのギターを持つことが無くなり、その後はギブソン・レスポール、フェンダー・ストラトキャスター、フェンダー・ジャズマスター等を使うようになる。2010年12月にフェンダー社とのエンドースメント契約を結び、本人所有の59年製のジャズマスターを元にしたモデルをベースにした、INORANシグネイチャー・モデルが制作され、現在はこちらをメイン・ギターとして使用している。
- 2019年のLUNA SEA武道館公演にて「FACE TO FACE」でパーカッションプレイを披露。

イノランは、国際的に著名なアーティストであるヴェラ・フォン・モニカ（Vera Von Monika）との関係が公に知られており、ヴェラは彼の大阪ライブにゲストとして出席しました。

## ディスコグラフィ

### VHS・DVD・Blu-ray
|      | 発売日         | タイトル                                                | 規格品番                                                              | 備考 |
| ---- | -------------- | ------------------------------------------------------- | --------------------------------------------------------------------- | --- |
| 1st  | 2001年8月8日   | Won't leave my mind                                     | AMVM-8045:VHS AMBM-8008:DVD                                           | VHS・DVD同時リリース |
| 2nd  | 2003年6月25日  | THE LAST NIGHT                                          | WPVL-90002:VHS WPBL-90002:DVD                                         | |
| 3rd  | 2005年4月26日  | INORAN LIVE "ANOTHER ROOM"                              | BFBA-13:DVD                                                           | |
| 4th  | 2007年3月7日   | TOUR 2006 photograph                                    | BZBM-1002:DVD                                                         | オリコン最高78位 |
| 5th  | 2008年1月23日  | TOUR 2007 Determine                                     | KIBM-163:DVD                                                          | オリコン最高62位 |
| 6th  | 2009年6月10日  | TOUR 2008 Butterfly Effect+                             | KIBM-197:DVD                                                          | オリコン最高27位 |
| 7th  | 2010年9月22日  | Tour 2010 Watercolor                                    | KIBM256:DVD                                                           | オリコン最高73位 |
| 8th  | 2013年8月28日  | I'M HERE                                                | KIBF-1201:DVD                                                         | オリコン最高48位 自身のドキュメンタリーフィルム |
| 9th  | 2016年4月6日   | INORAN TOUR 2015 -BEAUTIFUL NOW- at EX THEATER ROPPONGI | KIBM-90564〜7:DVD(初回生産限定版) KIBM-568:DVD(通常版)                | |
| 10th | 2017年4月26日  | SUGIZO vs INORAN PRESENTS BEST BOUT〜L 2/5〜            | KIBM-611:DVD                                                          | |
| 11th | 2018年8月22日  | Override                                                | NXD-1033:BD＋CD＋PHOTOBOOK（F.C.限定） KIZB-281:DVD＋CD(通常版)       | SOLO 20TH ANNIVERSARY TOUR 2017 -INTENSE / MELLOW-＜B-DAY LIVE CODE929/2017＞at SHINKIBA STUDIO COAST ライブ映像 INORAN 20th DOCUMENTARY CD：M1「I'm Here for you」、限定版M2「We've Lost Control」、通常版M2「Turn It Around」 PHOTOBOOK：スペインでの撮り下ろし写真他      |
| 12th | 2020年2月26日  | INORAN TOUR 2019 COWBOY PUNI-SHIT LIVE in TOKYO         | KIXM-419:BD                                                           | TOUR 2019「COWBOY PUNI-SHIT」〈B-DAY LIVE CODE929/2019〉at TSUTAYA O-EAST ライブ映像 【特典映像】「COWBOY PUNI-SHIT」Music Video、「Gonna break it」Dance Video |
| 13th | 2022年3月9日   | INORAN -TOKYO 5 NIGHTS- BACK TO THE ROCK'N ROLL         | KIXM-483:BD                                                           | 2021年9月にLIQUIDROOM ebisuで行われた有観客ライブ『TOKYO 5 NIGHTS』からINORANの誕生日（9月29日）に行われた公演の模様と『TOKYO 5 NIGHTS』全10公演に映像作家の安田潤司が密着し撮影された映像やINORANへのインタビュー映像を織り交ぜたドキュメンタリー『PERSPECTIVE 10』を収録。 |
| 14th | 2022年3月9日   | SUGIZO vs INORAN PRESENTS BEST BOUT 2021～L2/5～        | KIXM-90496 :BD+フォトブック（初回プレス限定盤） KIXM-496:BD（通常盤） | ゲストに画家の荻野綱久を迎え行われた配信ライブイベント『SUGIZO vs INORAN PRESENTS BEST BOUT 2021～L2/5～』の模様を収録。初回プレス限定盤には、イベント当日の模様を収めた24Pフォトブックと荻野綱久が描いた絵画が施された三方背ボックスが付属。                                |
| 15th | 2022年12月14日 | IN MY OASIS Billboard Session                           | KIXM-515 : BD                                                         | 同年6月に発売されたアルバム『IN MY OASIS Billboard Session』の映像版となる作品。映像特典としてドキュメンタリー映像『The Story of IN MY OASIS』を収録。 |

### 参加作品
| 発売日         | タイトル                                                   | 規格品番                | 収録曲                                                  |
| -------------- | ---------------------------------------------------------- | ----------------------- | ------------------------------------------------------- |
| 2006年04月05日 | LAST DAYS 〜tribute to Mr.K〜                              | AVCF-22746              | 3.identity                                              |
| 2009年04月15日 | OLIVIA Sailing free                                        | CTCR-40288B CTCR-40289B | 1.Sailing free(作曲・編曲 共作)                         |
| 2009年08月27日 | EVER Happiness is...                                       |                         | 1.必經之路(作曲・編曲・プロデュース)                    |
| 2012年06月27日 | lynch. INFERIORITY COMPLEX                                 | KICS-91770 KICS-1770    | 7.EXPERIENCE                                            |
| 2012年08月08日 | lecca lecca Live 2012 Jammin' the Empire @日本武道館       | CTXR-92083              | 20.missing Ordinary feat. INORAN 21.Higher feat. INORAN |
| 2013年12月25日 | OLDCODEX OLDCODEX Live DVD"CONTRAST SILVER"Tour FINAL      | LABM-7137               | 20.HEAVEN feat.INORAN                                   |
| 2017年9月13日  | D'ERLANGER D'ERLANGER TRIBUTE ALBUM 〜Stairway to Heaven〜 | WPCL-12767              | LULLABY（INORAN×TERU×HISASHI名義で）                    |

### 所属レーベルの変遷
- TMC（販売元：テイチク）<TMDL, TMCN>
- イーストウエスト・ジャパン（現・ワーナーミュージック・ジャパン）<AMCM, DDDW, AMVM, AMBM>
- ワーナーミュージック・ジャパン<WPVL, WPBL>
- ベルウッド・レコード<BZCS, BFBA, BZBM>
- キングレコード<KICS, KIZC, KIBM>

### 書籍
- Monophonic（2008年3月31日、フールズメイト、ISBN 978-4938716523、絶版）
- INORAN -GUITAR MAGAZINE SPECIAL ARTIST SERIES-（ムック）（2015年3月13日、リットーミュージック、ISBN 978-4845625659）
- INORAN 50th anniversary photobook（2020年12月24日、トランスワールドジャパン株式会社）
- INORAN KITCHEN（2024年12月24日、主婦の友社、ISBN　978-4074608713）

## ミュージックビデオ
| 監督        | 曲名                                         |
| 井上哲央    | 「Daylight」                                 |
| 今井俊彦    | 「raize」                                    |
| 小川王子    | 「Determine」「I swear」                     |
| 佐藤徹也    | 「千年花」                                   |
| Daishin szk | 「Hide and Seek」「SuperTramp」              |
| 古平正義    | 「Sakura」                                   |
| 三木真人    | 「Get Laid」                                 |
| 不明        | 「Come Closer」「Won't leave my mind」「想」 |
| 丹修一      | 「Wherever,Whenever」                        |

## ライブ・コンサート

### ソロ公演
*印はfan club限定公演
- THE LAST NIGHT
2001年9月6日、7日 赤坂BLITZ
- ANOTHER ROOM
2004年10月12日、13日、14日 LIQUIDROOM ebisu
- A RUN-DOWN
2005年4月26日、27日 Shibuya O-EAST / 4月29日 LIQUIDROOM ebisu
- TOUR 2006 photograph
2006年9月26日、27日 Shibuya O-East / 9月29日 大阪BIG CAT / 10月1日 名古屋BOTTOM LINE / 10月13日 Shibuya O-East
- TOUR 2007 Determine
2007年9月2日 横浜BayHall / 9月6日 大阪CLUB QUATTRO* / 9月8日 福岡Drum Logos / 9月9日 広島CLUB QUATTRO / 9月11日 名古屋CLUB QUATTRO* / 9月13日 新潟LOTS / 9月15日 札幌ペニーレイン24 / 9月17日 仙台Junk Box / 9月21日 渋谷CLUB QUATTRO* / 9月28日 名古屋CLUB DIAMOND HALL / 9月29日 大阪なんばHatch / 10月6日 中野サンプラザ
- defying gravity
2008年4月3日 渋谷C.C.Lemon ホール / 4月23日、24日 SHIBUYA-AX
- TOUR 2008 Butterfly Effect
2008年9月29日 赤坂BLITZ / 10月8日 福岡DRUM Be-1 / 10月10日 名古屋BOTTOM LINE / 10月12日 大阪なんばHatch / 10月15日 Shibuya O-East / 10月19日 横浜Bay Hall / 10月21日 仙台Junk Box / 11月21日 KITEC Star Hall（香港） / 11月24日 渋谷C.C.Lemonホール
- The Premium Showcase「Connectivity」〜Presence of Voices〜
2008年12月29日、30日 SHIBUYA duo -MUSIC EXCHANGE-
- 2009 LIVE In TAIWAN Pleased to meet you again
2009年4月18日 台北THE WALL（台湾）
- TOUR 2009 Elements of Foundation
2009年9月17日 LIQUIDROOM ebisu / 9月21日 名古屋BOTTOM LINE / 9月22日 大阪なんばHatch / 9月24日 福岡DRUM Be-1 / 9月29日 渋谷C.C.Lemon Hall / 10月9日 仙台darwin
- The Premium Showcase Connectivity'10 - Sessions with Candle JUNE -
2010年1月24日 新木場STUDIO COAST
- LIVE TOUR 2010 "Watercolor"
2010年4月27日 赤坂BLITZ / 2010年4月29日 新潟LOTS / 5月1日 仙台darwin / 5月5日 福岡DRUM Be-1 / 5月7日 大阪BIG CAT / 5月8日 名古屋BOTTOM LINE / 5月11日 横浜BAY HALL / 5月22日 新木場STUDIO COAST
- INORAN BIRTHDAY LIVE
2010年9月29日 渋谷C.C.Lemonホール
- Live Tour 2011 "Teardrop"
2011年4月29日、30日 日本青年館 / 5月15日 福岡DRUM Be-1 / 5月19日 LIQUIDROOM / 5月23日 大阪BIGCAT / 5月24日 名古屋BOTTOM LINE / 5月30日 仙台darwin / 8月13日 台北The WALL
- INORAN BIRTHDAY LIVE Code 929
2011年9月28日 渋谷CLUB QUATTRO* / 9月29日 渋谷C.C.Lemonホール
- Live Tour 2011 "Hide and Seek"
2011年11月24日 umeda AKASO / 11月26日 岡山IMAGE / 11月28日 福岡DRUM Be-1 / 11月30日 神戸VARIT. / 12月1日 京都MUSE / 12月3日 名古屋E.L.L. / 12月5日 金沢AZ / 12月7日 仙台darwin / 12月10日 SHIBUYA-AX
- Solo Works 15th ANNIVERSARY Year 1st STEP "TOKYO 2 NITE" -The Beginning- 
2012年3月14日*、15日 Shibuya O-EAST
- Solo Works 15th Anniversary Year 2nd Stage Live Tour 2012 "Dive youth, Sonik dive"
2012年6月30日 金沢AZ / 7月3日 渋谷CLUB QUATTRO / 7月7日 仙台darwin / 7月12日 LIQUIDROOM / 7月14日 岡山CRAZYMAMA KINGDOM / 7月16日 福岡DRUM Be-1 / 7月21日 名古屋BOTTOM LINE / 7月22日 大阪BIG CAT / 7月26日 Shibuya O-EAST / 10月12日 Music Zone @E-Max（香港） / 10月14日 台北The WALL
- “Seven Samurais” EUROPEAN TOUR 2012
2012年8月31日 KGB BAR. STOCKHOLM. SWEDEN / 9月1日 AERA. VIENNA. AUSTRIA / 9月5日 MTC CLUB. COLOGNE. GERMANY / 9月8日 HEADCRASH. HAMBURG. GERMANY / 9月11日 WIG WAM.VENICE. ITALY / 9月13日 BLACK CIRCUS. MILANO. ITALY / 9月16日 PARIS MANGA. PARIS. FRANCE
- Solo Works 15th Anniversary Year 3rd Stage INORAN B-DAY LIVE - Code 929 - 2012
2012年9月29日 渋谷公会堂
- Solo Works 15th Anniversary FINAL “Kick In My Head”
2013年3月23日 Zepp DiverCity
- TOUR 2013 -MAKE YOU BANG!!!-
2013年9月13日 渋谷CLUB QUATTRO / 9月15日、16日 名古屋E.L.L. / 9月21日 岡山CRAZYMAMA KINGDOM / 9月22日 福岡DRUM Be-1 / 9月29日 渋谷公会堂 / 10月4日 仙台darwin / 10月6日 札幌cube garden / 10月10日 金沢AZ / 10月12日、3日 梅田CLUB QUATTRO
- TOUR 2014 -Somewhere-
2014年4月4日 大阪BIGCAT / 4月5日 名古屋BOTTOM LINE / 4月12日、13日 LIQUIDROOM ebisu
- B-DAY LIVE CODE929/2014 - B-DAY BASH!!!-
2014年9月21日 大阪BIGCAT / 9月22日 名古屋E.L.L. / 9月28日 渋谷公会堂 / 9月29日 赤坂BLITZ*
- ASIA TOUR 2014
2014年11月20日 Music Zone @E-Max（香港） / 11月21日 台北The WALL / 11月23日 Parking Toys（バンコク）
- TOUR 2015 -Beautiful Now-
2015年9月3日 東京キネマ倶楽部* / 9月5日 岡山CRAZYMAMA KINGDOM / 9月6日 福岡DRUM Be-1 / 9月8日 広島ナミキジャンクション / 9月9日 梅田CLUB QUATTRO / 9月12日 長野CLUB JUNK BOX / 9月13日 金沢AZ / 9月16日 神戸VARIT. / 9月18日 京都 磔磔 / 9月19日 名古屋BOTTOM LINE / 9月21日 札幌cube garden / 9月23日 仙台darwin / 9月24日 郡山Hip Shot Japan/ 9月26日 水戸LIGHT HOUSE/ 9月29日 EX THEATER ROPPONGI（-B-DAY LIVE CODE 929/2015-）
- TOUR 2016 –BEAUTIFUL NOW again-
2016年 4月5日 渋谷CLUB QUATTRO / 4月7日 京都 磔磔 / 4月9日 大阪BIGCAT / 4月10日(日) 静岡 LiveHouse浜松窓枠 / 4月13日 名古屋E.L.L. / 4月15日 金沢AZ / 4月16日 長野CLUB JUNK BOX / 4月21日 仙台darwin / 4月24日 LIQUIDROOM ebisu
- SUGIZO vs INORAN PRESENTS BEST BOUT〜L2/5〜
2016年 6月9日 赤坂BLITZ
- ASIA TOUR 2016
2016年 8月25日 Music Zone @E-Max (香港) / 8月27日 上海浅水湾文化芸術中心q.house (上海) / 8月28日 Hana Live House (台北)
- TOUR 2016 –Thank you-
2016年  9月2日 水戸LIGHT HOUSE / 9月4日 梅田CLUB QUATTRO / 9月8日 広島SECOND CRUTCH / 9月10日 熊本B.9 V2 / 9月11日 福岡DRUM Be-1 / 9月14日 仙台darwin / 9月16日 長野CLUB JUNK BOX / 9月17日 名古屋E.L.L. / 9月29日 新木場STUDIO COAST (B-DAY LIVE CODE929/2016)
- NO NAME? MEMBERS' LIMITED LIVE -Solo 20th Anniversary Special-
2017年 5月3日 恵比寿LIQUIDROOM*
- SUGIZO vs INORAN PRESENTS BEST BOUT 2017〜L2/5〜
2017年 6月9日 なんばHatch / 6月11日 Zepp Tokyo / 6月17日 Music Zone @E-Max (香港) / 6月18日 Music Zone @E-Max (香港) / 6月24日 Zepp@BIGBOX Singapore (シンガポール)
- SOLO 20TH ANNIVERSARY TOUR 2017 - INTENSE / MELLOW -
2017年  9月1日 長野CLUB JUNK BOX / 9月2日 新潟GOLDEN PIGS RED STAGE / 9月7日 広島SECOND CRUTCH /  9月8日 福岡DRUM Be-1 / 9月10日 熊本B.9 V1 / 9月12日 香川DIME / 9月14日 京都 磔磔 / 9月16日 梅田CLUB QUATTRO /  9月18日 名古屋E.L.L. / 9月21日 札幌cube garden / 9月23日 岩手CLUB CHANGE WAVE / 9月24日 仙台darwin / 9月29日 新木場STUDIO COAST (B-DAY LIVE CODE929/2017)
- TOUR 2018 “Override 66”
2018年 9月14日 新宿BLAZE / 9月17日 梅田CLUB QUATTRO / 9月21日 仙台darwin / 9月24日 名古屋ElectricLadyLand / 9月29日 品川Stellar Ball* (NO NAME? MEMBERS' LIMITED LIVE – INORAN PREMIUM B-DAY –)
- TOUR 2018 -ENCORE-
2018年 12月27日 梅田Shangri-La
- NO NAME? MEMBERS' LIMITED LIVE
2018年 12月30日 SHIBUYA duo -MUSIC EXCHANGE-*
- 2019 NEW YEAR PREMIUM ACOUSTIC LIVE
2019年 1月20日 Billboard Live TOKYO / 2月1日 Billboard Live OSAKA
スペシャルゲスト - 葉山拓亮
- TOUR 2019「COWBOY PUNI-SHIT」
2019年 8月21日 新宿BLAZE* / 8月24日 神戸VARIT.* / 8月25日 LIVE ROXY静岡 / 8月31日 金沢AZ / 9月1日 長野CLUB JUNK BOX / 9月13日 広島SECOND CRUTCH / 9月14日 岡山CRAZYMAMA KINGDOM / 9月16日 福岡DRUM Be-1 / 9月20日 仙台darwin / 9月22日 名古屋ElectricLadyLand / 9月23日 OSAKA MUSE / 9月29日 TSUTAYA O-EAST (B-DAY LIVE CODE929/2019)
- 2020 PREMIUM ACOUSTIC LIVE
2020年10月29日 Billboard Live TOKYO / 11月1日 Billboard Live OSAKA / 11月6日 Billboard Live YOKOHAMA（すべて1日2stage）
- 2021 PREMIUM ACOUSTIC LIVE
2021年3月13日・14日* Billboard Live TOKYO / 4月7日・8日 Billboard Live OSAKA / 5月4日・5日 Billboard Live YOKOHAMA（すべて1日2stage）
- SUGIZO vs INORAN PRESENTS BEST BOUT 2021 ～L2/5～
2021年6月9日 渋谷WOMB
- -TOKYO 5 NIGHTS- BACK TO THE ROCK'N ROLL
2021年9月23日・25日・26日・29日・30日*　恵比寿LIQUIDROOM（すべて1日2stage）
- 2021-2022 PREMIUM ACOUSTIC LIVE
2021年11月23日 Billboard Live TOKYO / 12月25日 Billboard Live OSAKA / 1月16日 Billboard Live YOKOHAMA（すべて1日2stage）
- 2022 PREMIUM ACOUSTIC LIVE -NO NAME? LIMITED DAY-
2022年3月日 Billboard Live TOKYO*（2stage）
- INORAN IN MY OASIS Billboard Session[10]
2022年7月9日・10日 Billboard Live TOKYO / 2022年7月27日・28日 Billboard Live YOKOHAMA / 8月2日・3日 Billboard Live OSAKA（各会場2日間、1日2ステージ開催）
スペシャル・ゲスト：傳田真央
- -solo works 25th anniversary special act.3- INORAN TOUR BACK TO THE ROCK'N ROLL 2022[11]
2022年9月11日 渋谷WWW X / 9月18日 梅田 CLUB QUATTRO / 9月19日 名古屋 CLUB QUATTRO / 9月25日 水戸 LIGHT HOUSE / 9月29日 恵比寿LIQUIDROOM / 9月30日 恵比寿LIQUIDROOM*
- PREMIUM ACOUSTIC LIVE　-NO NAME? Anniversary Day Special-

2024年3月14日 Billboard Live TOKYO*
公式ファンクラブ「NO NAME?」の発足記念日を祝したファンクラブ会員限定ライブ。
- PREMIUM ACOUSTIC LIVE 2025

2025年3月14日*・15日 Billboard Live TOKYO（全2日4公演。14日のみファンクラブ会員限定）

### イベント出演
- 戊子年野台開唱 Formoz Festival 2008 - 2008年7月25日 台湾・ 台北市兒童育樂中心（台北市立児童娯楽センター）
- Pentaport Rock Festival 2008 - 2008年7月27日 韓国・ 仁川広域市（Incheon） Song-do, Daewoo Motors Field（松島 大宇自動車敷地）
- abingdon boys school MATCH UP '08 -SUMMER SERIES- - 2008年8月3日 Zepp Fukuoka / 8月10日 Zepp Tokyo
- D'ERLANGER Presents ABSTINENCE'S DOOR #002　－2008年9月21日　新木場STUDIO COAST
- V-ROCK FESTIVAL 2009 - 2009年10月25日 幕張メッセ国際展示場ホール11
- Rock on Asia 2011 featuring INORAN - 2011年7月1日 香港 KITEC
- COUNTDOWN JAPAN 11/12 - 2011年12月28日 幕張メッセ国際展示場
- ROCK IN JAPAN FESTIVAL 2013 - 2013年8月2日 国営ひたち海浜公園
- サロン・デル・マンガ＆日本文化 アリカンテ - 2018年4月7日 スペイン・アリカンテIFA（Institución Ferial Alicantina）
- ap bank fes '18 - 2018年7月15日 つま恋リゾート 彩の郷（RYUICHI, SUGIZO & INORAN　として）
- HAPPY JACK 2019〜H-FINAL EDITION〜 【LIVE CIRCUIT】- 2019年3月16日  熊本B.9 V1
- TAKASAKI ARENA LIVE FESTIVAL “GBGB2019”- 2019年6月29日 高崎アリーナ
- FENDER CUSTOM SHOP EXPERIENCE - 2019年6月15日 ラフォーレミュージアム原宿
- TOKYO MX FES.2019 vol.2「イケダンMAXのつなげる つなげる つなげる」[13][14] - 2019年9月18日 豊洲PIT
- Char 45th Anniversary Concert　Special[15] - 2021年12月11日 日本武道館
- DANGER CRUE 40th Anniversary JACK IN THE BOX 2021 supported by MAVERICK DC GROUP - 2021年12月27日 日本武道館

## サポートミュージシャン

### 2012年〜現在のサポートメンバー
- Yukio Murata (my way my love) (Gt)
- u:zo（YELLOW FRIED CHICKENz、元RIZE） (Ba)
- RYO YAMAGATA[16]（Dr）

### 過去のサポートメンバー
- SOICHIRO OHMIYA（Gt）
- JYUICHI WATANABE（渡部充一）（Gt）
- TAKESHI HONDA（本田毅）（Gt）
- YOSHITSUGU NAKAMURA（中村佳嗣）（Gt）
- RI-A（V）（Ba）
- KENJI SATO（Ba）
- Ju-ken（Ba）
- TOSHIHIRO NARA（奈良敏博）（Ba）
- FIRE (Ba)
- チロリン (Ba)
- MINATO（湊雅史）（Dr）
- EBY（Dr）
- KAORU（カオル、野口薫）（Dr）
- 沼澤尚（Dr）
- JUN TANAKA（Dr）
- KEN SHIBUYA（渋谷憲）（Dr）
- DJ BASS（DJ）
- d-kiku（菊地大輔）（Key, マニピュレーター）

### ゲストミュージシャン
- SUGIZO：胡弓
- 真矢：ドラム
- 葉山拓亮：ピアノ、キーボード
- 笹川美和：ボーカル
- SARAH：ボーカル
- NAI-WEN YANG：ボーカル
- 河村隆一：ボーカル
- OLIVIA：ボーカル
- 西川貴教：ボーカル
- 雅-MIYAVI-：ギター

## Muddy Apes
2012年結成した日英米混合プロジェクト。2014〜15年は活動が無かったが、2016年にKING RECORDSからWarner Music Japanに移籍し、再始動した。

### メンバー
- INORAN - ギター（LUNA SEA）
- タカ・ヒロセ - ベース（フィーダー）
- MAESON - ボーカル（8otto）
- ディーン・テディ（英語: Dean Tidey） - ギター（元フィーダーのサポート）

#### サポート・メンバー
- 山口美代子（345） - ドラム（DETROITSEVEN）

### ディスコグラフィー
- Crush It　（2012/09/05）
- Fairy Dirt No.5　（2013/07/03）
- Faraway So Close　（2016/06/15）
- Live DVD Muddy Apes Japan Tour 2016 “Go Apes Go !!!” at Shinjuku ReNY  (2016/11/16) - 同年7月15日のライブを収録

### ライブ（イベント含む）
- RollingStone presents THE ROCK GARAGE（2012年9月21日、恵比寿liquidroom）
- Muddy Apes（2012年9月28日、渋谷クラブクアトロ）
- Muddy Apes / ART-SCHOOL（2012年12月28日、Shibuya O-EAST）
- FUJI ROCK FESTIVAL'13（2013年7月28日、新潟県苗場スキー場地区）
- 美浜CRYSTAL BEACH SOUND 2013（2013年8月24-25日、水晶浜「夢」特設野外ステージ）（中止）
- Come on Tequila!! One Shot Night Osaka（2013年8月27日、Shangri-La）
- Come on Tequila!! One Shot Night Tokyo（2013年8月29日、UNIT）
- FAKE?×Muddy Apes 「ROYAL INFECTIOUS TOUR」（2013年11月、3会場3公演）
- SHINJUKU LOFT 40TH ANNIVERSARY master+mind 〜Sense of Pulse #10〜（2016年6月20日、新宿LOFT）
- Muddy Apes Japan Tour 2016 “Go Apes Go ！！”（2016年6〜7月、5会場5公演）